# Joe Dial
Joe Dial, född den 26 oktober 1962, är en amerikansk före detta friidrottare som tävlade i stavhopp.
Dial deltog vid det första världsmästerskapet inomhus 1985 där han slutade åtta i finalen med ett hopp på 5,40. Vid inomhus-VM 1987 blev han bronsmedaljör med ett hopp på 5,70. 
Han deltog även vid VM 1991 i Tokyo där han inte klarade att kvalificera sig till finalen.

## Personligt rekord
- Stavhopp - 5,96 meter